# Valkyrie Drive
Valkyrie Drive (яп. ヴァルキリードライヴ Варукири Дораиву, досл. Импульс Валькирии) — японская медиа-франшиза, выпущенная компанией Marvelous, которая была анонсирована AnimeJapan в марте 2015 года. В франшизу вошло три медиа проекта: Mermaid, аниме снятое студией Arms Corporation, начавшее транслироваться 10 октября 2015 года, Bhikkhuni, игра на платформу PlayStation Vita вышедшая 10 декабря 2015 года и Microsoft Windows 20 июня 2017 года, и Siren, игра для телефонных устройств iOS и Android, дата выхода намечена на 2015 год.

## Сюжет
Каждая из историй вращается вокруг девушек, которые поддались действию загадочного вируса А (Оружейный вирус). Девушки начали разделяться на два класса: Экстэры и Либераторы. Экстэры, поддаваясь возбуждению, имеют свойства превращаться в оружие, в то время как Либераторы являются носителями этого оружия и следовательно партнёрами Экстэров. История повествует о жительнице острова Русалка Мамори Таканомэ, которая встречается с девушкой либератором Мирэй Сикисима, которая стала её партнёром так как Мамори является экстэром.

## Персонажи

### Mermaid
Мамори Таканомэ (яп. 処女 まもり Токономэ Мамори) — главная героиня и партнёр Мирэй. Возраст 16 лет. Экстэр.
Сэйю: Микако Идзава
Мирэй Сикисима (яп. 敷島 魅零 Сикисима Мирэй) — главная героиня и партнёр Мамори. Возраст 15 лет. Либератор. Бывший солдат известная под кодом C7.
Сэйю: Юка Игути

### Bhikkhuni
Ринка Кагурадзака (яп. 神楽坂 輪花 Кагурадзака Ринка) — сестра-близнец Ранки и её напарница. Носитель вируса V, который даёт обладателю как навыки Экстэра, так и Либератора.
Сэйю: Ая Сидзуки
Ранка Кагурадзака (яп. 神楽坂 乱花 Кагурадзака Ранка) — сестра-близнец Ринки и её напарница. Также как и её сестра, является носителем вируса V.
Сэйю: Канаэ Ито

### Siren
Сэцуна Кисараги (яп. 如月 刹那 Кисараги Сэцуна)
Сэйю: Аяка Охаси
Урара Сасо (яп. 沙粧 うらら Сасо: Урара)
Сэйю: Адзуса Тадокоро